# Sebastian Szczęsny
Sebastian Szczęsny (ur. 23 września 1972) – polski dziennikarz telewizyjny i radiowy. Komentator sportowy TVP w latach 2007–2021. Od 2021 dziennikarz i prezenter stacji telewizyjnej TVN, Eurosport Polska i TTV, a także od 2023 dziennikarz sportowy internetowego Radia Yanosik. 

## Życiorys
Absolwent Akademii Wychowania Fizycznego we Wrocławiu.
Karierę w mediach rozpoczął we wrocławskim M Radiu, gdzie zajmował się wydawaniem i prezentowaniem wiadomości sportowych oraz lokalnych serwisów informacyjnych. Stamtąd trafił do Radia Klakson, również we Wrocławiu. W 1997 został wydawcą we wrocławskim oddziale RMF FM, skąd w 1999 przeniósł się do studia RMF FM w Warszawie. Pracował tam z roczną przerwą na pracę w „Przeglądzie Sportowym” i Antyradiu. Gdy rozpoczęto nadawanie Faktów Sportowych, niemal od razu znalazł się w gronie trzech dziennikarzy, którzy je prezentowali. Podczas pracy w RMF w latach od 2000 do 2004 pracował jako dziennikarz sportowy TV4, później był stałym gościem TVP1 podczas konkursów Pucharu Świata w skokach narciarskich. W kwietniu 2007 rozstał się z RMF FM i przeszedł do TVP Sport. Na antenach publicznego nadawcy komentował zawody Pucharu Świata w skokach narciarskich, gale boksu zawodowego, zawody w podnoszeniu ciężarów, narciarstwie alpejskim oraz wyścigi kolarskie. W 2020 był nominowany do nagrody Telekamer 2020. 
W listopadzie 2021 przeszedł do stacji TVN, gdzie wraz z Damianem Michałowskim prowadzi studio między zawodami Pucharu Świata w skokach narciarskich. W lutym 2022 na antenach Eurosportu podczas Zimowowych Igrzysk Olimpijskich w Pekinie komentował niektóre zawody w narciarstwie alpejskim, narciarstwie dowolnym i kombinacji norweskiej. Od kwietnia 2022 jest ekspertem żużlowych zawodów Speedway of Nations dla stacji Eurosport, a także prowadzącym studio na antenie TTV przed i po zawodach rozgrywanych w Polsce w ramach tego cyklu. W maju tego samego roku został komentatorem kolarskiego, kobiecego wyścigu Vuelta a Burgos, nadawanego na antenach Eurosportu. Od lutego 2023 jest jednym z gospodarzy Sportu, codziennego programu informacyjnego o tematyce sportowej, nadawanego na antenie TVN, po zakończeniu głównego wydania programu infomracyjnego Fakty. Również w tym samym roku dołączył do redakcji internetowego Radia Janosik, gdzie rano od poniedziałku do piątku emitowana jest prowadzona przez niego audycja Sportowy rozkład jazdy, będąca zapowiedzią najważniejszych wydarzeń sportowych danego dnia, połączona z jego komentarzem w formie felietonowej. W piątkowym wydaniu w zapowiedziach przedstawiane są rónież wydarzenia zaplanowane na weekend. Również na antenie tego radia, w niedzielne wieczory w programie Sportowa jazda omawia ciekawe wydarzenia minionego tygodnia ze świata sportu, ze szczególnym uwzględnieniem występów polskich sportowców. 

## Życie prywatne
Żonaty, ma troje dzieci. Pochodzi ze Stronia Śląskiego. 